# 비투르 다마스
비투르 마누엘 아폰수 다마스 드 올리베이라(포르투갈어: Vítor Manuel Afonso Damas de Oliveira'; 1947년 10월 8일, 리스보아 지방 리스본 ~ 2003년 9월 13일, 리스보아 지방 리스본)는 다마스(포르투갈어: Damas)로 알려진 포르투갈의 전 축구 선수로, 현역 시절 골키퍼로 활약했다.
23년 지속된 프로 현역 시절, 그는 주로 스포르팅에서 활약했지만, 라 리가의 라싱 산탄데르를 비롯해 3개 구단에서 더 활약했다.
17년 동안 포르투갈 국가대표팀에서 활약하기도 한 다마스는 자국을 대표로 30대 중반에서 후반에 유로 1984와 1986년 월드컵에 참가했다.

## 클럽 경력
리스본 출신인 다마스는 고향 연고의 스포르팅 리스본 소속으로 19세의 나이에 신고식을 치렀다. 후보 선수로 2년을 보낸 그는 수도 연고 구단의 부동의 주전이 되어 2번의 프리메이라 디비상과 3번의 타사 드 포르투갈을 들어올렸고, 1973-74 시즌에는 2관왕도 달성했다.
다마스는 1976년 여름에 스페인 무대로 진출해 라싱 산탄데르에 입단했다. 그는 칸타브리아 연고 구단의 주전 선수였고, 4년 중 마지막 시즌을 세군다 디비시온에서 보냈다.
거의 33세가 된 다마스는 포르투갈 무대로 복귀해 비토리아와 포르티모넨스에서 2년씩 보내고 스포르팅에 복귀했다. 그는 이후 5년 동안 준수한 활약을 펼쳤는데, 이후 1988-89 시즌에 우루과이의 로돌포 로드리게스에게 자신의 자리를 내주었다.
42세가 되기 직전에 은퇴한 다마스는 스포르팅의 골키퍼 코치를 맡았다. 그는 2차례에 나누어 "사자 군단"(Leões)의 감독대행을 맡기도 했는데, 그동안 3승 1무 2패를 거두었다. 그는 리스본에서 향년 55세에 암으로 영면에 들었다.

## 국가대표팀 경력
다마스는 1969년 4월 6일부터 1986년 7월 11일까지 29번의 포르투갈 국가대표팀 경기에 출전했다. 그는 유로 1984와 1986년 월드컵에서 벤피카의 수문장 마누엘 벤투의 후보 골키퍼로 대회에 참가했다. 그러나, 그는 후자의 대회에서 훈련 도중 종아리뼈가 굴절되는 중상을 당하면서 0-1로 패한 폴란드전과 1-3으로 패한 모로코와의 조별 리그 경기에 출전했다.

## 수상
스포르팅 리스본
- 프리메이라리가: 1969–70, 1973–74
- 타사 드 포르투갈: 1970–71, 1972–73, 1973–74
- 수페르타사 칸디두 드 올리베이라: 1987